# Ubisoft Reflections
Ubisoft Reflections (anteriormente Reflections y más tarde Reflections Interactive Limited) es un estudio desarrollador de videojuegos británico con sede en Newcastle upon Tyne, Inglaterra. Fundado en 1984 por Martin Edmondson y Nicholas Chamberlain, el estudio es propiedad de Ubisoft desde 2006. Ubisoft Reflections es conocido por haber creado la reconocida serie Driver, además de haber colaborado en otras importantes franquicias, como Watch Dogs, Just Dance y Tom Clancy's The Division. El estudio trabaja en estrecha colaboración con su estudio hermano, Ubisoft Leamington.

## Historia
Martin Edmondson y Nicholas Chamberlain comenzaron a desarrollar juegos para BBC Micro bajo el nombre de "Reflections" en 1984. Su primer juego fue Paper-Round, que tardó 2 años en desarrollarse pero no se lanzó. Mientras trabajaban en ese juego, comenzaron a desarrollar Ravenskull, un juego de aventura gráfica lanzado en 1986. Esto fue seguido por Codename: Droid y Stryker's Run en 1987, juegos que representan un éxito comercial para el estudio.
El nombre "Reflections" se usó por primera vez para Shadow of the Beast de 1989, un exitoso título de Commodore Amiga que generó 2 secuelas. El juego original fue escrito parcialmente por Paul Howarth, y comenzó como una prueba de paralaje del chip Agnus de Commodore Amiga. Más tarde, Paul pasó a trabajar en Deep Red Games, una empresa de videojuegos británica con sede en Milton Keynes. Siguieron otros juegos Amiga y Atari ST, incluidos Ballistix (1989), Awesome (1990) y Brian the Lion (1994). El estudio desarrolló Destruction Derby, lanzado en 1995, que fue aclamado por la crítica por sus físicas realista y la destrucción, que luego se convirtió en la especialidad del estudio y le otorgó un reconocimiento en la industria. Debido al éxito, el juego tuvo 4 secuelas posteriormente.
El 9 de enero de 1999, se anunció que el estudio fue adquirido por GT Interactive, por 2,7 millones de acciones comunes, que se valoraron alrededor de 14,17 millones de dólares estadounidenses. Reflections aumentó su reconocimiento con el exitoso juego Driver de 1999, que se inspiró en series policiales de los años 70 como Starsky y Hutch y películas como Bullitt y Driver: el desafío. Le siguieron 4 secuelas y 4 spin-offs. Posteriormente, el estudio pasó a llamarse Reflections Interactive.
En 2004, el fundador del estudio, Martin Edmondson, dejó Reflections Interactive después de la etapa de concepto de Driver: Parallel Lines y demandó a Atari por "despido improcedente como resultado del supuesto incumplimiento por parte de Reflections Interactive de un contrato de trabajo que requirió la renuncia del Sr. Edmondson", sin embargo, ambas partes lograron un acuerdo y la demanda fue retirada. El hermano de Martin, Gareth Edmondson, lo reemplazó como director ejecutivo del estudio. En julio de 2006, Atari anunció que había transferido a Ubisoft por 24 millones de dólares todo el personal y la mayoría de los activos de Reflections Interactive, incluidos los derechos de propiedad intelectual de la serie Driver, siendo renombrado como Ubisoft Reflections Limited.
Gareth Edmondson, fundador y director ejecutivo del estudio, dejó Ubisoft Reflections en noviembre de 2011 después de una presencia de más de 10 años en el estudio, 2 meses después del lanzamiento del exitoso título Driver: San Francisco. Luego, el estudio estuvo dirigido por Pauline Jacquey desde febrero de 2014. Posteriormente, el estudio estuvo dirigido por Richard Blenkinsop hasta que abandonó el estudio en 2021. Lisa Opie fue nombrada directora ejecutiva en mayo de 2021.

## Videojuegos desarrollados
| Año  | Título                                         | Plataformas                                                                                            |
| ---- | ---------------------------------------------- | --- |
| 1986 | Ravenskull                                     | Acorn Electron, BBC Micro                                                                              |
| 1987 | Codename: Droid                                | Acorn Electron, BBC Micro                                                                              |
| 1987 | Stryker's Run                                  | Acorn Electron                                                                                         |
| 1989 | Shadow of the Beast                            | Commodore Amiga                                                                                        |
| 1989 | Ballistix                                      | Commodore Amiga, Atari ST                                                                              |
| 1990 | Shadow of the Beast II                         | Commodore Amiga, Atari ST                                                                              |
| 1990 | Awesome                                        | Commodore Amiga, Atari ST                                                                              |
| 1992 | Shadow of the Beast III                        | Commodore Amiga                                                                                        |
| 1994 | Brian the Lion                                 | Commodore Amiga                                                                                        |
| 1995 | Destruction Derby                              | MS-DOS, PlayStation, Sega Saturn                                                                       |
| 1996 | Destruction Derby 2                            | MS-DOS, PlayStation, Microsoft Windows                                                                 |
| 1997 | Thunder Truck Rally / Monster Trucks           | MS-DOS, PlayStation, Microsoft Windows                                                                 |
| 1999 | Driver                                         | Macintosh, PlayStation, Microsoft Windows                                                              |
| 2000 | Driver 2                                       | PlayStation, Game Boy Advance                                                                          |
| 2002 | Stuntman                                       | PlayStation 2, Game Boy Advance                                                                        |
| 2004 | Driv3r                                         | PlayStation 2, Xbox, Móvil, Microsoft Windows, Game Boy Advance                                        |
| 2006 | Driver: Parallel Lines                         | PlayStation 2, Xbox, Wii, Microsoft Windows                                                            |
| 2007 | Driver 76                                      | PlayStation Portable                                                                                   |
| 2008 | Emergency Heroes                               | Wii |
| 2009 | Monster 4x4: Stunt Racer                       | Wii |
| 2011 | Driver: San Francisco                          | PlayStation 3, Xbox 360, Wii, Microsoft Windows, MacOS                                                 |
| 2011 | Just Dance 3                                   | Wii, Xbox 360, PlayStation 3                                                                           |
| 2012 | Just Dance 4                                   | Wii, Wii U, Xbox 360, PlayStation 3                                                                    |
| 2013 | Just Dance 2014                                | PlayStation 3, PlayStation 4, Wii, Wii U, Xbox 360, Xbox One                                           |
| 2014 | Just Dance Wii U                               | Wii U                                                                                                  |
| 2014 | Watch Dogs                                     | PlayStation 3, PlayStation 4, Wii U, Xbox 360, Xbox One, Google Stadia                                 |
| 2014 | Just Dance 2015                                | PlayStation 3, PlayStation 4, Wii, Wii U, Xbox 360, Xbox One                                           |
| 2014 | The Crew                                       | Microsoft Windows, PlayStation 4, Xbox 360, Xbox One                                                   |
| 2015 | Grow Home                                      | Microsoft Windows, GNU/Linux, PlayStation 4                                                            |
| 2015 | Assassin's Creed: Syndicate                    | PlayStation 4, Xbox One, Microsoft Windows, Google Stadia, Amazon Luna                                 |
| 2015 | Yo-Kai Watch Dance: Just Dance Special Version | Wii U                                                                                                  |
| 2016 | Grow Up                                        | Microsoft Windows, PlayStation 4, Xbox One                                                             |
| 2016 | Tom Clancy's The Division                      | Microsoft Windows, PlayStation 4, Xbox One                                                             |
| 2016 | Watch Dogs 2                                   | Microsoft Windows, PlayStation 4, Xbox One, Google Stadia                                              |
| 2016 | Just Dance 2017                                | PlayStation 3, PlayStation 4, Xbox 360, Xbox One, Wii, Wii U, Microsoft Windows, Nintendo Switch       |
| 2017 | Tom Clancy's Ghost Recon Wildlands             | Microsoft Windows, PlayStation 4, Xbox One, Google Stadia                                              |
| 2017 | Atomega                                        | Microsoft Windows                                                                                      |
| 2017 | South Park: Retaguardia en peligro             | Microsoft Windows, PlayStation 4, Xbox One, Nintendo Switch                                            |
| 2017 | Ode                                            | Microsoft Windows                                                                                      |
| 2018 | Starlink: Battle for Atlas                     | Microsoft Windows, PlayStation 4, Xbox One, Nintendo Switch                                            |
| 2019 | Tom Clancy's The Division 2                    | Microsoft Windows, PlayStation 4, Xbox One, Google Stadia                                              |
| 2020 | Watch Dogs: Legion                             | Microsoft Windows, PlayStation 4, PlayStation 5, Xbox One, Xbox Series X/S, Google Stadia, Amazon Luna |

|-
|2023
|Assassin's Creed Nexus VR
|Microsoft Windows
|}
|-
|2023
|Avatar Frontiers of Pandora
|Microsoft Windows, PlayStation 5, Xbox Series X/S
|}